# Bataille de Fort Loyal
Pour les autres conflits intercoloniaux des XVIIe et XVIIIe siècles, voir guerres intercoloniales.
Première guerre intercoloniale
Batailles
Baie d'Hudson
- Baie d’Hudson (1686)
- Fort Albany (1688)
- Fort Albany (1693)
- York Factory (1694)
- Baie d'Hudson (1697)

Québec et New York
- Lachine
- Schenectady
- Québec
- La Prairie
- Vallée Mohawk

Nouvelle-Angleterre, Acadie et Terre-Neuve
- Dover
- Pemaquid (1er)
- Salmon Falls
- Port Royal
- Fort Loyal
- Chedabucto
- York
- Wells
- Oyster River
- Baie de Fundy
- Pemaquid (2e)
- Chignectou
- Fort Nashwaak
- Terre-Neuve
- Haverhill

La bataille de Fort Loyal (également dénommée Bataille de Falmouth) qui se déroula du 16 au 20 mai 1690, est une attaque victorieuse française sur la prise d'un fort anglais situé dans la colonie de la baie du Massachusetts en Nouvelle-Angleterre.

## Présentation
La bataille de Fort Loyal impliqua Joseph-François Hertel de la Fresnière et le Baron Jean-Vincent d'Abbadie de Saint-Castin, ainsi que la Confédération Wabanaki (tribus amérindiennes des Mi'kmaq et des Malécites de Fort Meductic) vivant en Acadie pour capturer et détruire le fort Loyal et la colonie anglaise (site de l'actuel de Portland dans le Maine). Le commandant du fort anglais était le capitaine Sylvanus Davis. Après deux jours de siège, le fort Loyal se rendit. Les bâtiments furent incendiés, y compris le fort de palissade en bois, et ses habitants ont été tués ou faits prisonniers. La chute de Fort Loyal a conduit au quasi-dépeuplement des Européens dans le Maine. 

## La bataille
En mai 1690, quatre cents à cinq cents soldats des troupes de la Marine françaises secondées par d'importants groupes d'Amérindiens sous le commandement de Joseph-François Hertel de la Fresnière et du baron de St Castin  attaquent la colonie. En infériorité numérique, les colons anglais ont cependant résisté pendant quatre jours avant de se rendre. Finalement deux cents d'entre eux furent tués et les autres réussirent à s'enfuir.
Le 20 mai, le commandant du fort Loyal, Sylvanus Davis, été fait prisonnier et emmené à Québec. Une expédition de secours britannique, sous le commandement de Shadrach Walton, arriva trop tard pour sauver le fort Loyal. 
Le capitaine Davis passa quatre mois en prison au Canada. On le traita assez bien pendant le long voyage jusqu’au fleuve Saint-Laurent et il put jouir d’une très grande liberté durant son séjour de quatre mois à Québec. Il y était pendant toute la durée du siège infructueux de Québec par l’expédition de William Phips ; quand la flotte britannique se retira en octobre 1690, Davis fut un des prisonniers anglais que l’on échangea contre les Français capturés par Phips.